# Levone
Levone (piemontiul: Alvon vagy Levon) település Olaszországban, Lombardia régióban, Torino megyében. Lakosainak száma 441 fő (2023. január 1.). Levone Forno Canavese, Rivara, Rocca Canavese és Barbania községekkel határos.

## Népesség
A település népességének változása:
| Lakosok száma | 456  | 451  | 441  |
|               | 2017 | 2018 | 2023 |